# Wołodymyr Bajsarowycz
Wołodymyr Mykołajowycz Bajsarowycz, ukr. Володимир Миколайович Байсарович, ros. Владимир Николаевич Байсарович, Władimir Nikołajewicz Bajsarowicz (ur. 25 kwietnia 1943 w Łucku, zm. 22 stycznia 2016) – ukraiński piłkarz, grający na pozycji pomocnika, trener piłkarski.

## Kariera piłkarska
Podczas służby w wojsku grał w klubie Pryładyst Mukaczewo, należącym do Ministerstwa Obrony ZSRR. Po zwolnieniu z wojska w 1966 został piłkarzem Wołyni Łuck. Po zakończeniu sezonu 1969 zakończył karierę piłkarza.

## Kariera trenerska
Po zakończeniu kariery piłkarza rozpoczął pracę szkoleniowca. Od 1977 do 1978 prowadził Torpedo Łuck. Również przez wiele lat pracował w Szkole Piłkarskiej Wołyń Łuck. Spośród jego wychowanków wielu znanych piłkarzy i trenerów, m.in. Anatolij Tymoszczuk, Myron Markewicz, Witalij Kwarciany, Jurij Tymofiejew, Serhij Puczkow, Wołodymyr Żurawczak, Mykoła Kloc, Mychajło Burcz, Iwan Polny, Ihor Polny, Pawło Fiłoniuk, Wołodymyr Haszczyn, Ołeksandr Jeszczenko.